# Ryan LaFlare
Ryan LaFlare, né le 1er octobre 1983 à Lindenhurst dans l'État de New York, est un ancien pratiquant professionnel américain d'arts martiaux mixtes (MMA). Il a notamment combattu à l'Ultimate Fighting Championship avant de prendre sa retraite en octobre 2018.

## Palmarès en arts martiaux mixtes
| 17 combats     | 14 victoires | 3 défaites |
| Par KO         | 4            | 2          |
| Par soumission | 3            | 0          |
| Sur décision   | 7            | 1          |

| Résultat | Record | Adversaire           | Méthode                                       | Événement                              | Date              | Round | Temps | Lieu                                  | Notes                                               |
| -------- | ------ | -------------------- | --------------------------------------------- | -------------------------------------- | ----------------- | ----- | ----- | ------------------------------------- | --------------------------------------------------- |
| Défaite  | 14-3   | Tony Martin          | KO (coup de pied à la tête et coups de poing) | UFC 229: Khabib vs. McGregor           | 6 octobre 2018    | 3     | 1:00  | Las Vegas, Nevada, États-Unis         | LaFlare prend sa retraite quelques jours plus tard. |
| Victoire | 14-2   | Alex Garcia          | Décision unanime                              | UFC Fight Night: Barboza vs. Lee       | 21 avril 2018     | 3     | 5:00  | Atlantic City, New Jersey, États-Unis |                                                     |
| Défaite  | 13-2   | Alex Oliveira        | KO (coup de poing)                            | UFC on FOX: Weidman vs. Gastelum       | 22 juillet 2017   | 2     | 1:50  | Uniondale, New York, États-Unis       |                                                     |
| Victoire | 13-1   | Roan Carneiro        | Decision unanime                              | UFC 208: Holm vs. de Randamie          | 11 février 2017   | 3     | 5:00  | Brooklyn, New York, États-Unis        |                                                     |
| Victoire | 12-1   | Mike Pierce          | Decision unanime                              | The Ultimate Fighter 22 Finale         | 11 décembre 2015  | 3     | 5:00  | Las Vegas, Nevada, États-Unis         |                                                     |
| Défaite  | 11-1   | Demian Maia          | Décision unanime                              | UFC Fight Night: Maia vs. LaFlare      | 21 mars 2015      | 5     | 5:00  | Rio de Janeiro, Brésil                |                                                     |
| Victoire | 11-0   | John Howard          | Décision unanime                              | UFC Fight Night: Nogueira vs. Nelson   | 11 avril 2014     | 3     | 5:00  | Abou Dabi, Émirats arabes unis        |                                                     |
| Victoire | 10-0   | Court McGee          | Décision unanime                              | UFC on Fox: Johnson vs. Benavidez II   | 14 décembre 2013  | 3     | 5:00  | Sacramento, Californie, États-Unis    |                                                     |
| Victoire | 9-0    | Santiago Ponzinibbio | Décision unanime                              | UFC Fight Night: Belfort vs. Henderson | 9 novembre 2013   | 3     | 5:00  | Goiânia, Brésil                       |                                                     |
| Victoire | 8-0    | Ben Alloway          | Décision unanime                              | UFC on Fuel TV: Mousasi vs. Latifi     | 6 avril 2013      | 3     | 5:00  | Stockholm, Suède                      |                                                     |
| Victoire | 7-0    | Andrew Osborne       | Soumission (clé de bras)                      | Ring of Combat 43                      | 24 janvier 2013   | 3     | 2:01  | Atlantic City, New Jersey, États-Unis |                                                     |
| Victoire | 6-0    | Mike Medrano         | TKO (coup de genou et coups de poing)         | Ring of Combat 30                      | 11 juin 2010      | 1     | 4:07  | Atlantic City, New Jersey, États-Unis |                                                     |
| Victoire | 5-0    | Justin Hakins        | KO (coups de poing)                           | Ring of Combat 28                      | 19 février 2010   | 2     | 1:36  | Atlantic City, New Jersey, États-Unis |                                                     |
| Victoire | 4-0    | Mark Berrocal        | TKO (coups de poing)                          | Ring of Combat 27                      | 20 novembre 2009  | 1     | 3:26  | Atlantic City, New Jersey, États-Unis |                                                     |
| Victoire | 3-0    | Jose Sulsona         | Soumission (clé de bras)                      | Ring of Combat 26                      | 11 septembre 2009 | 2     | 2:18  | Atlantic City, New Jersey, États-Unis |                                                     |
| Victoire | 2-0    | Robert Cunane        | KO (coup de poing)                            | Ring of Combat 25                      | 12 juin 2009      | 1     | 1:19  | Atlantic City, New Jersey, États-Unis |                                                     |
| Victoire | 1-0    | Radji Bryson-Barrett | Soumission (clé de bras)                      | Ring of Combat 20                      | 27 juin 2008      | 1     | 2:18  | Atlantic City, New Jersey, États-Unis |                                                     |